# Boisduvalia cleistogama
Boisduvalia cleistogama là một loài thực vật có hoa trong họ Anh thảo chiều. Loài này được Curran mô tả khoa học đầu tiên năm 1884.